# Julien Foucaud
Julien Foucaud (Saint-Clément, Charente-Maritime, 12 de julho de 1847 — Rochefort, 26 de abril de 1904) foi um botânico francês.